# Definición espacial
La definición espacial (comúnmente llamada resolución espacial) es la capacidad que tiene un sistema visual de comunicaciones (como la televisión) para mostrar la máxima frecuencia espacial (número de ciclos por unidad de longitud dada una dirección). Se suele hablar de resolución horizontal y resolución vertical.
La definición espacial se mide en ciclos por unidad de longitud, generalmente en ciclos por anchura de imagen (cpw) o en ciclos por altura de imagen (cph). En el caso de TV la definición vertical se suele medir en líneas (donde una línea equivale aproximadamente a un ciclo).
En televisión la definición vertical (Dv) depende del factor de Kell y se calcula como:
{\displaystyle D_{V}=k{\frac {N_{V}}{2}}(cph)}
Mientras que la definición horizontal depende del tiempo de línea y del ancho de banda:
{\displaystyle D_{H}=T_{AL}\cdot BW(cpw)}
Si se requiere tener la misma definición vertical y horizontal, es decir para tener pixeles cuadrados, se tiene que cumplir {\displaystyle D_{H}(cm^{-1})=D_{V}(cm^{-1})}. Por ejemplo para una relación de aspecto 4:3, para conseguir que ambas definiciones vertical y horizontal sean iguales se ha de cumplir que {\displaystyle {\frac {D_{H}}{D_{V}}}={\frac {4}{3}}}.

## Ejemplos de resoluciones

### Resoluciones en teledifusión digital
Con la aparición de la televisión digital han aparecido nuevos términos relativos a la resolución que contribuyen a definir mejor el sistema. Así, la resolución espacial queda definida por el producto de las líneas activas por cuadro por los píxeles activos por línea. Para una imagen de HDTV de 1080 líneas activas y 1920 píxeles por línea la resolución espacial será de 2 073 600 píxeles. Ahora bien, si la imagen es de exploración entrelazada la resolución espacial que percibirá el espectador, tomando en consideración un factor de Kell de 0,7, será de 1 451 520 píxeles. Para una imagen de HDTV de 720 de líneas activas y 1280 píxeles por línea, la resolución espacial será de 921 600 píxeles. Si esta imagen se explora en modo progresivo la resolución que se percibirá, tomando un factor de Kell de 0,9 será de 829 440 píxeles. Ello significa que la imagen de HDTV de 1 451 520 píxeles ofrece una resolución espacial superior al 75% en comparación con una imagen de HDTV de 829 400 píxeles. Por el momento, no existen sistemas visualizadores de HDTV para 1 451 520 píxeles de precio asequible y debido a ello, esta elevada resolución tan sólo está destinada para quedar implantada en salas profesionales. Para el mercado doméstico la resolución espacial de 829 400 píxeles es la más idónea, pues ya existen visualizadores de precio asequible.
En televisión digital también hay que tomar en consideración la resolución temporal, un término que no existe en fotografía, pues se visualizan imágenes estáticas, es decir, detenidas en el tiempo. La resolución temporal es la capacidad de resolver imágenes en movimiento dando una sensación de un movimiento totalmente continuo. Un estándar tiene mayor resolución temporal cuando mayor sea su frecuencia de exploración. Así por ejemplo, un estándar explorado a 25 cuadros por segundo tiene menos resolución temporal que uno de 60 cuadros por segundo.

### Resolución informática
La industria informática, a diferencia de la industria teledifusiva, se apoya en sistemas cerrados, en donde cada fabricante diseña el sistema que mejor se adapta a sus necesidades técnico-económicas. Por esta circunstancia se ha desarrollado una gran diversidad de sistemas. Además, la industria informática, que se apoya en sistemas digitales, utiliza el término resolución vertical para definir el número de líneas activas y el término resolución horizontal al número de elementos elementales o píxeles por línea. En la tabla siguiente se muestran las características básicas de diferentes tarjetas gráficas.
| Parámetro              | VGA       | SVGA   | XGA      | XVGA      |
| ---------------------- | --------- | ------ | -------- | --------- |
| Relación de aspecto    | 4:3       | 4:3    | 4:3      | 5:4       |
| Resolución horizontal  | 640       | 800    | 1024     | 1280      |
| Resolución vertical    | 480       | 600    | 768      | 1024      |
| Núm. de líneas activas | 480       | 600    | 768      | 1024      |
| Núm. de líneas totales | 525       | 666    | 806      | 1068      |
| Ancho de banda         | 15,75 MHz | 25 MHz | 37,5 MHz | 63,24 MHz |

Puede apreciarse que la resolución espacial, tomando en consideración la relación de aspecto, es idéntica, tanto en sentido horizontal como en vertical. Todas las imágenes informáticas son de resolución progresiva y en estas condiciones el factor de Kell es de 0,9. Por tanto, para una imagen XGA la resolución vertical que percibe el espectador es de 0,9768, es decir, 691,2 líneas (690 líneas, redondeando). Por tanto, si este espectador la compara con una buena imagen PAL (400 líneas) aprecia una notable diferencia, ya que la imagen XGA ofrece una resolución de un 72,5% superior a la imagen PAL.